# Duman
Duman ist eine alternative türkische Rock-Band.

## Geschichte

### Gründung
Anfang der 1990er gründeten Kaan Tangöze (Gesang) und Ari Barokas (E-Bass) die Rock-Band Mad Madame. Kurze Zeit später reiste Kaan Tangöze nach Seattle, um dort zu studieren. Während seines Aufenthaltes schrieb er Stücke für ein Album, das er in der Türkei aufnehmen wollte. Aus Sehnsucht waren alle Stücke auf Türkisch. Nach seiner Rückkehr gründeten die beiden Musiker zusammen mit Batuhan Mutlugil (Gitarre) die Gruppe Duman.

### Anfänge
Schon mit ihrem ersten Album Eski Köprünün Altında (deutsch: Unter der alten Brücke) wurden Duman sehr erfolgreich. Nach zunächst wechselnden Schlagzeugern spielte der in der Türkei sehr erfolgreiche Alen Konakoğlu immer häufiger mit der Band und wurde nach dem zweiten Album Belki Alışman Lazım (deutsch: Vielleicht musst du dich daran gewöhnen) das vierte Mitglied der Gruppe.

### Entwicklung
Das zweite Album wurde melancholischer und ernster als das erste Album. Das Lied Masal (deutsch: Märchen) thematisierte das Hängen von Adnan Menderes und Deniz Gezmiş. Ein weiteres Lied auf dem Album ist die Cover-Version des Sezen Aksu Klassikers Her Şeyi Yak (deutsch: Verbrenne alles). Im Jahr 2003 erschien das Live-Album Konser (deutsch: Konzert), das neben eigenen Stücken auch Cover-Versionen von bekannten türkischen Volksliedern enthält.
Die im Jahre 2004 erschienene Konzert-DVD Bu Akşam (deutsch: Heute Abend) war die erste Musik-DVD in der Türkei. Diese DVD beinhaltet neben Musikvideos und Fotos eines der berühmtesten Konzerte von Duman, welches am 4. Oktober 2003 in Istanbul stattgefunden hat.
Ein Jahr später erschien das dritte Album Seni Kendime Sakladım, welches u. a. das Lied Özgürlüğün Ülkesi (deutsch: Land der Freiheit) beinhaltet, das den Irak-Krieg der Amerikaner mit hartem Punkrock kritisiert.
In Fatih Akıns Dokumentarfilm Crossing the Bridge – The Sound of Istanbul von 2005 gehörten Duman zu den Protagonisten.
Im Jahr 2008 kam ein Best-Of-Album mit dem Titel En Güzel Günüm Gecem 1999–2006 (deutsch: Mein schönster Tag [ist] meine Nacht) auf den Markt. Im selben Jahr kam ein weiteres Live-Album mit dem Titel Rock'n Coke Konseri raus, das die Aufnahme des Auftritts auf dem Musikfestival Rock'n Coke beinhaltet, das im September 2006 in Istanbul stattgefunden hat.
Im März 2009 veröffentlichte Duman ihr viertes Studio-Album, das ein Doppelalbum ist und die Titel Duman I sowie Duman II trägt.
Weitere Bekanntheit erlangte die Band, nachdem sie – anlässlich der Proteste in Istanbul am 1. Juni 2013 – das Lied Eyvallah veröffentlichte, um auf das große Leid aufmerksam zu machen.
Zu den bekanntesten Songs der Band zählen Köprüaltı, Bu Akşam, Her Şeyi Yak, Aman Aman, Seni Kendime Sakladım, Dibine Kadar, Sor Bana Pişman Mıyım, Senden Daha Güzel, Yürek oder Öyle Dertli.

## Diskografie

### Alben
- 1999: Eski Köprünün Altında
- 2002: Belki Alışman Lazım
- 2005: Seni Kendime Sakladım
- 2009: Duman I / Duman II
- 2013: Darmaduman
- 2024: Kufi

### Livealben
- 2003: Konser
- 2008: Rock'n Coke Konseri
- 2011: Canlı

### Videoalben
- 2004: Bu Akşam

### Kompilationen
- 2007: En Güzel Günüm Gecem 1999-2006

### EPs
- 2024: Kamikaze

### Singles
| - 1999: Köprüaltı - 1999: Hayatı Yaşa - 2000: Bebek - 2002: Her Şeyi Yak (Original: Haris Alexiou – Mia Pista Apo Fosforo) - 2002: Oje - 2003: Bu Akşam - 2003: Çile Bülbülüm - 2003: Olmadı Yar - 2003: Belki Alışman Lazım - 2004: İstanbul - 2005: Seni Kendime Sakladım - 2006: Aman Aman - 2006: En Güzel Günüm Gecem - 2006: Karanlıkta (mit Yakup) - 2009: Dibine Kadar | - 2009: Senden Daha Güzel - 2010: Elleri Ellerime - 2011: Sor Bana Pişman Mıyım - 2011: Helal Olsun - 2012: İyi De Bana Ne - 2012: Gönül - 2013: Yürek - 2014: Melankoli - 2014: Neredesin Sen (mit Kurtalan Ekspres) - 2015: Öyle Dertli - 2024: Kufi - 2024: Nerde Benim Kafam - 2024: İçimde Aşk Var - 2024: Gazze'de |

Quelle:

## Auszeichnungen
- 2004: Altın Kelebek Award in der Kategorie Beste Musikgruppe
- 2006: Altın Kelebek Award in der Kategorie Beste Musikgruppe
- 2014: Altın Kelebek Award in der Kategorie Beste Musikgruppe
- 2014: Kral Türkiye Müzik Award in der Kategorie Beste Musikgruppe